# محارة جناحية عريضة
محارة جناحية عريضة (الاسم العلمي:Pteria lata) هي نوع من الحيوانات تتبع جنس المحارة الجناحية من فصيلة المحارات الجناحية.